# Eric Schmidt

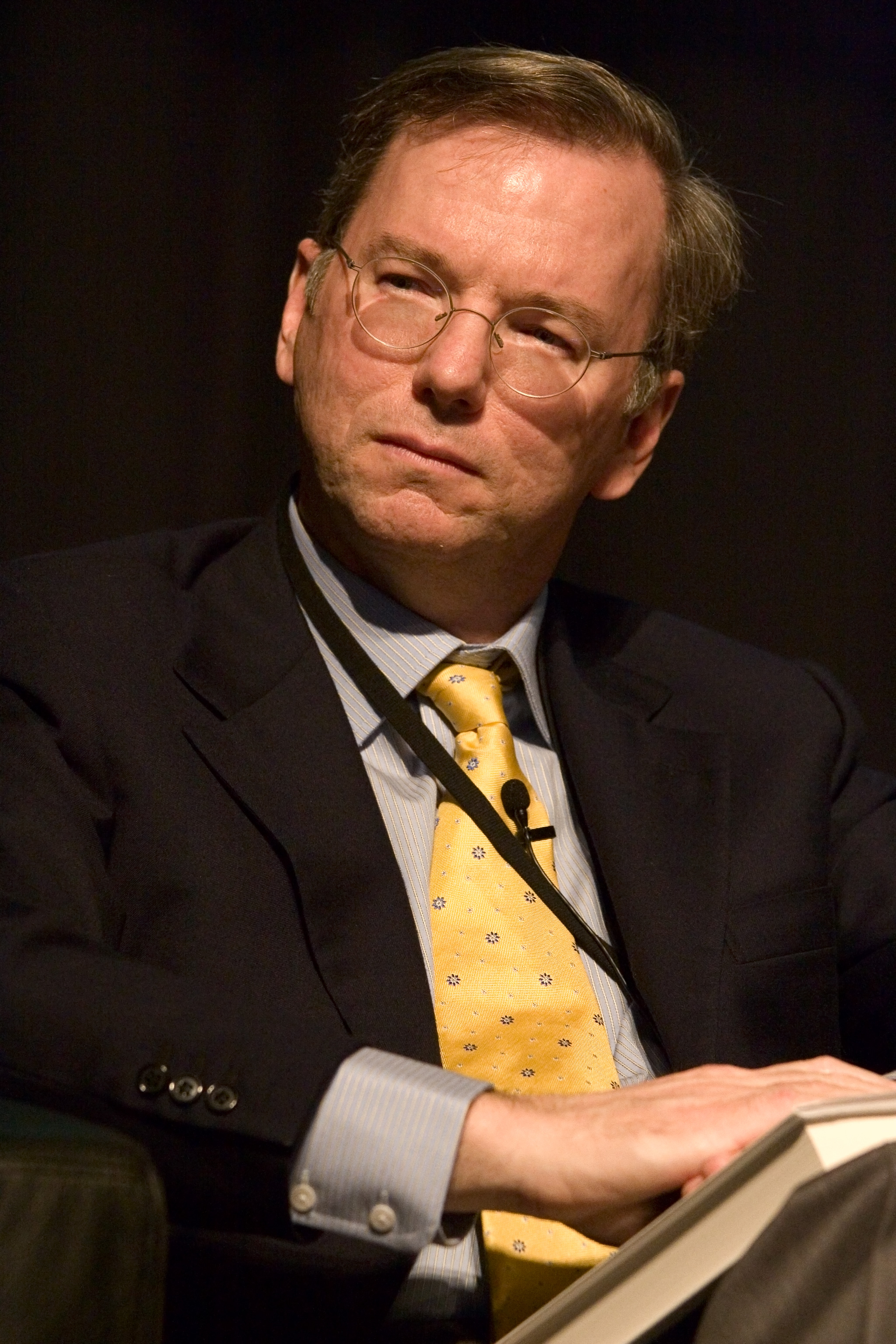
Eric Schmidt (2005)

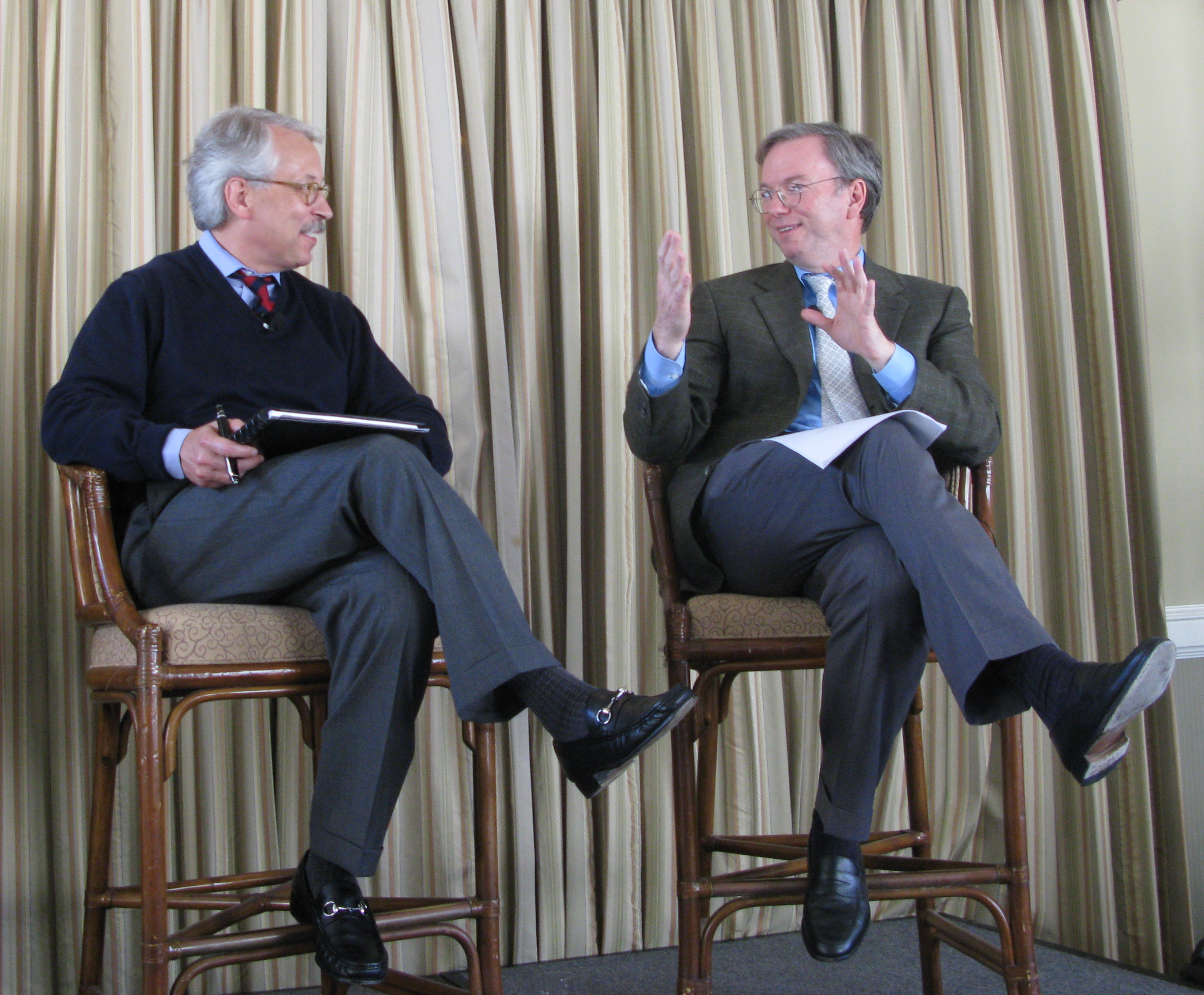
Eric Schmidt (r.) bei einem Interview mit Gary Hamel

Eric Emerson Schmidt (* 27. April 1955 in Washington, D.C.) ist ein US-amerikanischer Informatiker und Manager. Er war von 2001 bis 2011 Chief Executive Officer und von April 2011 bis zum 10. August 2015 Executive Chairman von Google. Im Zuge der Restrukturierung von Google wurde Schmidt anschließend Executive Chairman der Alphabet Inc. bis er diese 2020 verließ. Zuvor arbeitete er von 1983 bis 1997 unter anderem als CTO bei Sun Microsystems, war von 1997 bis 2001 CEO bei Novell und von 2006 bis 2009 Mitglied des Board of Directors bei Apple.
Ab 2009 gehörte Schmidt zum Beraterteam des damaligen US-Präsidenten Barack Obama in Technologiefragen und lehrt an der Stanford University.

## Leben
Eric Emerson Schmidt wurde in Washington, D.C., nach anderen Quellen dagegen im benachbarten Falls Church geboren – als eines von drei Kindern der Psychologin Eleanor und des deutsch-amerikanischen Wirtschaftsprofessors Wilson Schmidt, der an der Johns Hopkins University lehrte. Aufgewachsen ist er in Blacksburg (Virginia) und Falls Church. Er besuchte die Yorktown High School in Arlington, wo er als Langstreckenläufer mehrere Auszeichnungen erhielt.
Schmidt hat einen Bachelor of Science in Elektrotechnik von der Princeton University sowie einen Master und einen Ph.D. in Informatik von der University of California, Berkeley. Als Praktikant an den Bell Laboratories schrieb er 1976 eine neue Version von Lex.
Zu Beginn seiner Karriere arbeitete er in der Forschungsabteilung im Xerox Palo Alto Research Center (PARC), in den Bell Laboratories und bei Zilog. 1983 leitete er bei Sun Microsystems die technische Abteilung und war CTO. 1997 ging er zu Novell, wo er die Funktion des CEOs ausübte. Nach der Übernahme von Cambridge Technology Partners durch Novell verließ er das Unternehmen im Juni 2001.
Seither kümmerte er sich bei Google als Chairman of the Executive Committee and Chief Executive Officer (nach Firmenangaben) „um den Aufbau der Firmeninfrastruktur, um das schnelle Wachstum von Google fortzuführen, sowie um die Wahrung einer gleichbleibend hohen Qualität bei möglichst kurzen Produktentwicklungszyklen“. Mit Larry Page und Sergey Brin war er für den laufenden Geschäftsbetrieb verantwortlich. Er hält nahezu zehn Prozent der Stimmrechte. Zum 4. April 2011 wechselte Schmidt in den Verwaltungsrat von Google. Nach der Umstrukturierung des Unternehmens war er Teil des Vorstands der Alphabet Inc.

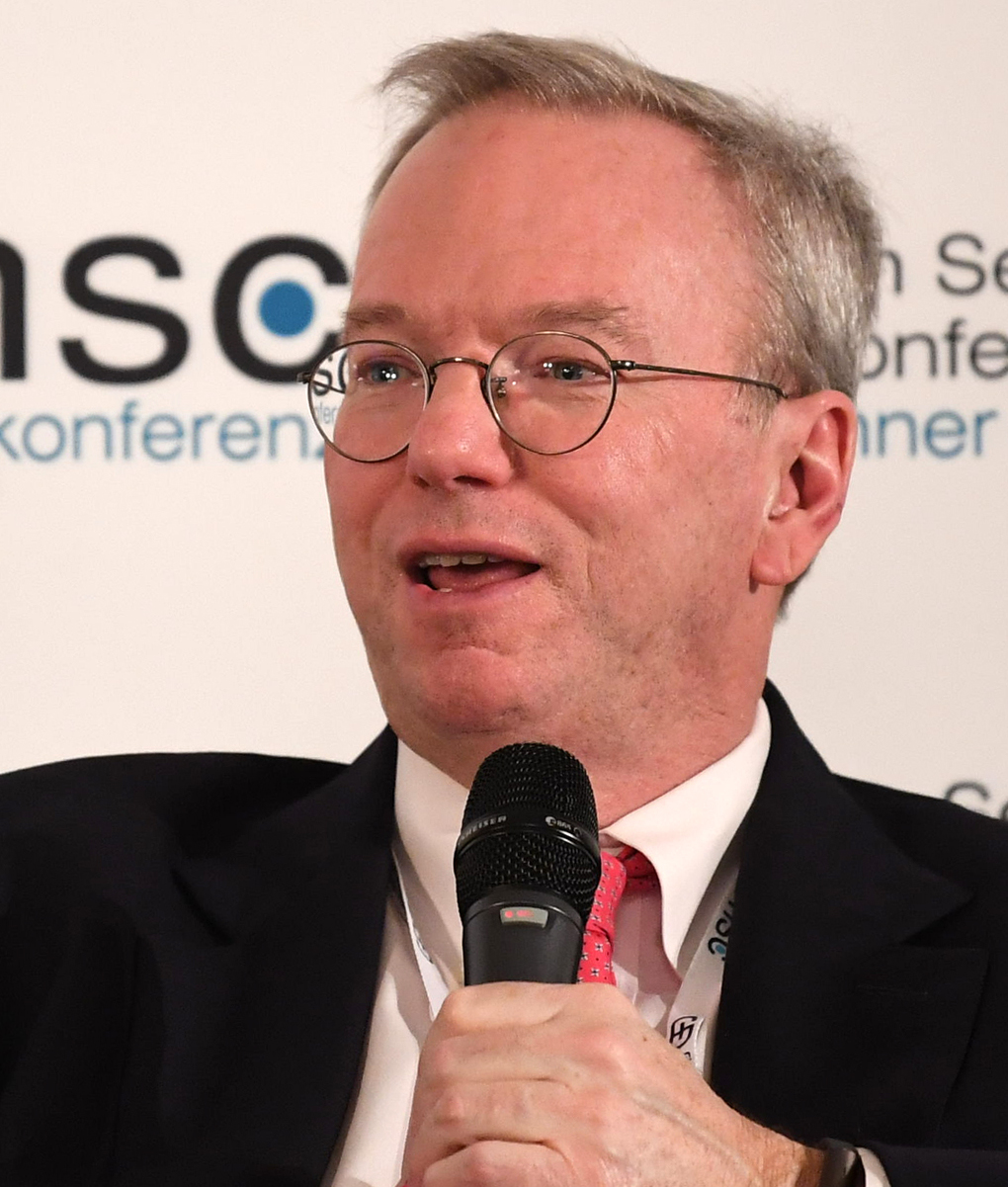
Schmidt während der 54. MSC 2018

Diese Position gab er planmäßig am 19. Juni 2019 ab, um sich wissenschaftlichen und philanthropischen Zielen zu widmen.
Schmidt ist auch Vorsitzender des Defense Innovation Board, das 2016 gegründet wurde, um den Hochtechnologie-Einsatz beim US-Militär voranzubringen.
Von August 2006 bis August 2009 war Schmidt zudem Mitglied des Board of Directors bei Apple. Die Position gab er aufgrund von Interessenkonflikten des Unternehmens mit Google auf.
Im Jahr 2006 gründete er mit seiner Frau Wendy die Schmidt Family Foundation – eine private Stiftung, die sich mit Fragen der Nachhaltigkeit und des verantwortungsvollen Umgangs mit natürlichen Ressourcen beschäftigt.
Eine Untersuchung aus dem Jahr 2021, in welcher der CO2-Fußabdruck von 20 bekannten Milliardären abgeschätzt wurde, kommt zu dem Schluss, dass im Jahr 2018 durch das Konsumverhalten Schmidts (inkl. Wohnsituation, Yachtreisen, Reisen im Privatjet) 3.185,6 Tonnen CO2e freigesetzt worden sind. Damit trug er so viel zur globalen Erwärmung bei wie mehrere Hundert durchschnittliche Menschen.
Schmidt lebte mit seiner Frau Wendy in Atherton (Kalifornien) nahe der Google-Zentrale in Mountain View. Schmidts außereheliche Affären waren wiederholt Gegenstand medialer Berichterstattung. 2020 erwarb er die zypriotische Staatsbürgerschaft.
Schmidt ist Vater zweier Töchter, Sophie und Alison; letztere starb 2017 nach langer Krankheit.
Im Oktober 2021 gründete Schmidt das Special Competitive Studies Project (SCSP), eine Denkfabrik, die sich mit KI- und Sicherheitspolitik beschäftigt.
Im Jahr 2023 war Schmidt Teil einer von Josh Harris geleiteten Investorengruppe, die die Washington Commanders, ein American-Football-Franchise der National Football League (NFL), für 6,05 Milliarden Dollar kaufte. Dies war ein Rekorddeal für ein Sportteam.
Seit 2023 ist Schmidt am Aufbau von White Stork beteiligt, einem Start-up, das Kamikazedrohnen entwickelt.

## Politik
2008 unterstützte er Barack Obama im amerikanischen Präsidentschaftswahlkampf. Das Angebot, als Sonderbeauftragter für Technologie (Chief Technical Officer) im Regierungsteam zu arbeiten, lehnte er jedoch mit dem Hinweis auf seine damalige Tätigkeit bei Google ab. Bei den Präsidentschaftswahlen 2016 unterstützte er Hillary Clinton.
Schmidt hatte großen Einfluss auf die Wissenschaftspolitik der Biden-Regierung nach 2021, insbesondere auf die Gestaltung der Politik im Bereich Künstliche Intelligenz.
Er ist Mitglied der Trilateralen Kommission und nimmt regelmäßig an den Treffen der Bilderberg-Konferenz teil.

## Zitate
Berühmt ist Schmidts Aussage 2009 während eines CNBC-Interviews zur Einstellung Googles zum Datenschutz der Benutzer:

“If you have something that you don’t want anyone to know, maybe you shouldn’t be doing it in the first place.”

„Wenn es etwas gibt, das niemand von Ihnen erfahren sollte, dann sollten sie das vielleicht von vornherein nicht tun.“

Schmidt gab auch an, dass Googles Steuervermeidung im Vereinigten Königreich „Kapitalismus“ sei und dass er „sehr stolz darauf“ sei.

## Auszeichnungen
- 23. September 2014 Anti-Defamation League ADL International Leadership Award für die Geschäftstätigkeit als Vorstand von Google Inc.[29] zusammen mit dem ADL Distinguished Statesman Award Schimon Peres von Abraham Foxman in Zusammenhang mit den ADL Best Practices for Responding to Cyberhate[30]
- 2006 wurde Schmidt in die National Academy of Engineering gewählt, die seine Arbeit an der „Entwicklung von Strategien für das weltweit erfolgreichste Unternehmen für Internet-Suchmaschinen“ würdigte.
- 2007 wurde er in die American Academy of Arts and Sciences gewählt.
- In der Forbes-Liste der reichsten Menschen der Welt belegte Schmidt 2022 den 70. Platz mit einem geschätzten Vermögen in Höhe von 22,1 Mrd. USD.[31]

## Veröffentlichungen
- mit Jared Cohen: The New Digital Age: Reshaping the Future of People, Nations and Business, 2013
- Eric Schmidt, Jonathan Rosenberg, Alan Eagle: How Google Works. Grand Central Publishing, New York 2014, ISBN 978-1-4555-8234-1.[32]
  - Deutsche Übersetzung: Wie Google tickt. Campus, Frankfurt am Main 2015, ISBN 978-3-593-50216-8. (Mit einem Vorwort von Larry Page)
- mit Henry Kissinger, Daniel P. Huttenlocher: The Age of AI And Our Human Future. John Murray, London 2021, ISBN 978-1-5293-7598-5.